# Dong Bin
Dong Bin (董斌S, Dǒng BīnP; Changsha, 22 novembre 1988) è un triplista cinese.
In carriera ha vinto la medaglia di bronzo alle Olimpiadi di Rio de Janeiro 2016.

## Palmarès
| Anno | Manifestazione  | Sede           | Evento       | Risultato | Prestazione | Note                                     |
| ---- | --------------- | -------------- | ------------ | --------- | ----------- | ---------------------------------------- |
| 2009 | Universiadi     | Belgrado       | Salto triplo | 11º       | 16,26 m     |                                          |
| 2010 | Asiatici indoor | Teheran        | Salto triplo | Oro       | 16,73 m     | Record dei campionati                    |
| 2011 | Asiatici        | Kōbe           | Salto triplo | 5º        | 16,36 m     |                                          |
| 2011 | Universiadi     | Shenzhen       | Salto triplo | 8º        | 16,32 m     |                                          |
| 2012 | Asiatici indoor | Hangzhou       | Salto triplo | Oro       | 17,01 m     | =                                        |
| 2012 | Mondiali indoor | Istanbul       | Salto triplo | 8º        | 16,75 m     |                                          |
| 2012 | Giochi olimpici | Londra         | Salto triplo | 10º       | 16,75 m     |                                          |
| 2013 | Mondiali        | Mosca          | Salto triplo | 9º        | 16,74 m     |                                          |
| 2014 | Giochi asiatici | Incheon        | Salto triplo | Argento   | 16,95 m     | Miglior prestazione personale stagionale |
| 2015 | Asiatici        | Wuhan          | Salto triplo | 4º        | 16,65 m     |                                          |
| 2015 | Mondiali        | Pechino        | Salto triplo | 18º (q)   | 16,44 m     |                                          |
| 2016 | Mondiali indoor | Portland       | Salto triplo | Oro       | 17,33 m     |                                          |
| 2016 | Giochi olimpici | Rio de Janeiro | Salto triplo | Bronzo    | 17,58 m     | Miglior prestazione personale            |
| 2018 | Mondiali indoor | Birmingham     | Salto triplo | 8º        | 16,84 m     | Miglior prestazione personale stagionale |